# 讷维尔 (科雷兹省)
讷维尔（法語：Neuville，法語發音：[nøvil]）是法国科雷兹省的一个市镇，位于该省南部，属于蒂勒区。

## 地理
讷维尔（45°6'41"N, 1°49'49"E）面积14.29 平方千米，位于法国新阿基坦大区科雷兹省，该省份为法国中南部省份，北起上维埃纳省和克勒兹省，西接多爾多涅省，南至洛特省，东临多姆山省和康塔爾省。
与讷维尔接壤的市镇（或旧市镇、城区）包括：阿尔比萨克、梅努瓦尔、多尔多涅河畔蒙索、圣沙芒、圣伊莱尔托里约、多尔多涅河畔阿让塔。

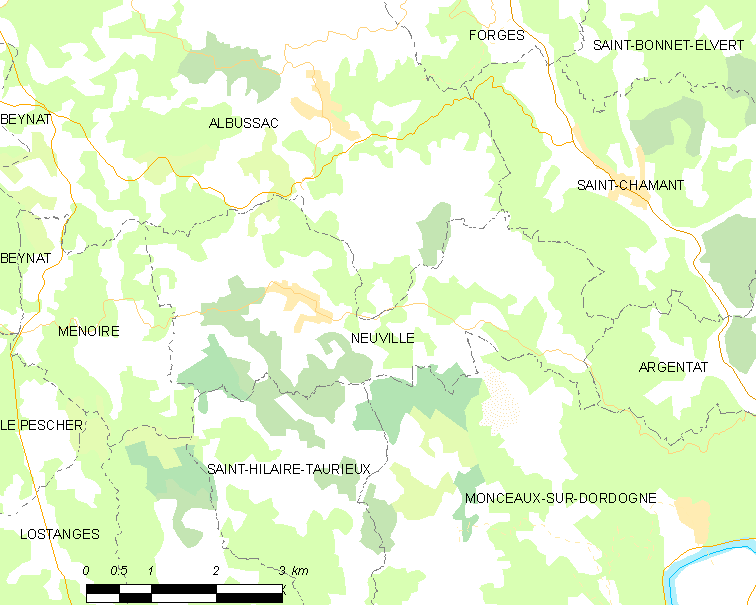
的OSM定位图

讷维尔的时区为UTC+01:00、UTC+02:00（夏令时）。

## 行政
讷维尔的邮政编码为19380，INSEE市镇编码为19149。

## 政治
讷维尔所属的省级选区为多尔多涅河畔阿让塔县。

## 人口

1962-2008年间人口变化图示

讷维尔于2022年1月1日时的人口数量为203人。